# Кириллов, Иван Иванович
Иван Иванович Кириллов (30 марта 1902 год, Санкт-Петербург — 11 июля 1993 год) — советский учёный, инженер, специалист в области турбомашин. Один из основателей советской школы турбиностроения.

## Биография
Родился 30 марта 1902 года в Санкт-Петербурге в семье врача.
В 1918 г. окончил реальное училище, в 1924 г. — Петроградский технологический институт (механический факультет). Работал на Ленинградском металлическом заводе, последняя должность — начальник отдела оборудования турбинных цехов.
В 1930 г. арестован, приговорён к 10 годам ИТЛ. В 1931—1932 конструктор в бюро паровых турбин Кировского завода (ОКБ-9).
С 1932 по 1951 год в Центральном научно-исследовательском и проектном котлотурбинном институте им. И. И. Ползунова: инженер (1932—1936), в 1936—1937 командирован на Невский машиностроительный завод им. Ленина, главный конструктор бюро транспортных двигателей (1937—1938), с 1938 года начальник турбинного отдела, с 1944 старший научный сотрудник.
С 1932 по 1951-й и с 1961 года на научно-преподавательской работе в Ленинградском политехническом институте, в 1944—1951 зав. кафедрой «Паровые турбины и машины», с 1961 зав. кафедрой турбостроения.
В 1951—1961 зав. кафедрой турбостроения Брянского института транспортного машиностроения (уехал в Брянск из-за «Ленинградского дела»).
В 1938 г. без защиты присуждена степень кандидата наук за монографию «Автоматические устройства паровых турбин». Доктор технических наук (1941), профессор.
Принимал участие в создании силовых установок атомных ледоколов.

## Сочинения
Автор и соавтор 25 монографий и учебников.
- Автоматическое регулирование паровых турбин и газотурбинных установок [Текст] : учебник для вузов по спец. «Турбиностроение» / И. И. Кириллов. — 2-е изд., перераб. и доп. — Ленинград : Машиностроение, Ленингр. отд-ние, 1988. — 446 с. : ил. — (Для вузов). — Библиогр.: с. 434—437. — Предм. указ.: с. 438—442. — ISBN 5-217-00077-5 (в пер.) : 1.30 р.
- Теория турбомашин [Текст] : примеры и задачи: Учеб. пособие для вузов по спец. «Турбиностроение» / И. И. Кириллов, А. И. Кириллов. — Л. : Машиностроение, 1974. — 320 с. : ил.
- Автоматическое регулирование паровых и газовых турбин [Текст] : производственно-практическое издание / И. И. Кириллов. — М. : Машгиз, 1961. — 600 с. : ил.
- Регулирование паровых и газовых турбин [Текст] : примерные расчеты и задачи / И. И. Кириллов, В. А. Иванов; Под ред. И. И. Кириллова: Учеб. пособие для втузов. — М. ; Л. : Машиностроение, 1966. — 271 с. : ил.

## Награды
- Сталинская премия (совместно с С. А. Кантором) — за научный труд «Теория и конструкция паровых турбин» (1947).
- Государственная премия СССР (1981) — за освоение выпуска паровых турбин для атомных электростанций.
- Заслуженный деятель науки и техники РСФСР (1977).
- Награждён орденом Ленина (1972), двумя орденами «Знак Почёта» (1945, 1962), медалью «За доблестный труд в Великой Отечественной войне 1941—1945 гг.» (1946).